# Mengda beilu
Mengda beilu (chinesisch 蒙韃備録 / 蒙鞑备录, Pinyin Méngdá bèilù, W.-G. Meng-ta pei-lu) oder Meng Da beilu ist ein Werk von Zhao Gong (der lange Zeit fälschlicherweise für Meng Gong gehalten wurde) aus der Zeit der Südlichen Song-Dynastie.
Das Buch besteht aus einem Band (juan). Es wurde 1221, im 14. Jahr der Jiading-Ära des Kaisers Ningzong der Song-Dynastie geschrieben. Zhao Gong wurde angewiesen, sich mit Muqali, dem Befehlshaber der mongolischen Armee, in Yanjing zu treffen. Das Buch wurde nach der Rückkehr von Zhao Gong nach China fertiggestellt. Er schrieb ein Buch über das, was er während seiner Mission sah und hörte und liefert wertvolle historische Informationen für das Studium des mongolischen Staates und der Geschichte der Region um Youyan.
Die früheste Ausgabe des Buches findet sich in dem Sammelwerk Shuofu erhalten. Der chinesische Gelehrte Wang Guowei hat einen Kommentar zu diesem Buch verfasst.
Das Buch ist in 17 Abschnitte unterteilt: Staatsgründung, Beginn der Feldzüge des Khans, Dynastie- und Äranamen, Fürsten und Prinzen, Generäle und verdienstvolle Minister, Ernennung der Minister, Militärverwaltung, Pferdeverwaltung, Ernährung, Unternehmung von Strafexpeditionen, Beamtensystem, Sitten und Gebräuche, militärische Uniformen und Ausrüstung, diplomatische Missionen, Opferrituale, Frauen, Tanz und Musik der Zusammenkünfte in Yan -Gebiets liefern.
Mit Werken wie dem Yuanshi und dem Changchun zhenren xiyou ji zählt das Mengda beilu zu den wichtigsten chinesischen Quellen zu Leben und Zeit Dschingis Khans.